# Deutsche Gesellschaft für Supervision und Coaching
Die Deutsche Gesellschaft für Supervision und Coaching e. V. (kurz: DGSv) ist sowohl eine berufsständische Vertretung der Supervisorinnen, Supervisoren und Coaches in Deutschland als auch ein wissenschaftlicher Fachverband für alle in Forschung und Lehre innerhalb der Themengebiete Supervision und Coaching tätigen Menschen in Deutschland mit Sitz in Köln. Gegründet als Deutsche Gesellschaft für Supervision, trägt der Verband seit 2016 auch Coaching im Namen.

## Geschichte
Der Verein wurde 1989 von ca. 40 Beraterinnen und Beratern gegründet, die ihre Leistungen auf Basis des Konzeptes der Supervision angeboten und entwickelt haben. Sie ist die in Deutschland einzige verbandliche Gesellschaft für Supervision und vereint daher die berufspolitischen und fachbezogenen Aufgaben unter einem Dach. Seit 1994 verfügt der Verband über eine Geschäftsstelle mit hauptamtlichen Mitarbeitern. Die DGSv ist Mitglied im europäischen Dachverband der Association of National Organisations for Supervision in Europe (ANSE), dem Verbändeforum Supervision, der Deutschen Gesellschaft für Beratung e. V. und im Deutschen Verein für öffentliche und private Fürsorge. Seit 2018 verleiht die DGSv den Cora-Baltussen-Preis als Förderpreis für herausragende Arbeiten zur Supervision.

## Struktur des Verbandes

### Mitglieder
Der Verein vertritt ca. 4.600 Supervisorinnen, Supervisoren, Coaches sowie 31 juristische Mitglieder. Die juristischen Mitglieder sind vor allem Weiterbildungsunternehmen, Hochschulen oder Akademien, die Supervisorinnen, Supervisoren und Coaches ausbilden, Supervision und Coaching vermitteln oder in diesem Themengebiet forschend tätig sind. Laut eigener Aussage bezieht der Verband auch Organisationsberaterinnen und Organisationsberater ein – zum einen, weil viele Mitglieder bereits in dieser Rolle aktiv sind, zum anderen, weil die DGSv dieses Feld künftig konzeptionell noch stärker besetzen wird.

### Organe
Oberstes Organ des eingetragenen Vereins ist die Mitgliederversammlung. Diese wählt alle drei Jahre den Aufsichtsrat der DGSv. Zurzeit gehören dem ehrenamtlichen Aufsichtsrat fünf Personen an. Die Geschäfte des Verbands führt der Vorstand. Die Vorstandsmitglieder werden vom Aufsichtsrat berufen.
Ein von der Mitgliederversammlung gewählter Prüfungsausschuss prüft die Buchhaltung und ob die Vereinsorgane Aufsichtsrat und Vorstand gemäß der Satzung und gemäß den Beschlüssen der Mitgliederversammlung gearbeitet und zusammengearbeitet haben.

### Weitere Gremien
Zur Erledigung weiterer Aufgaben und zur Stärkung der innerverbandlichen Vernetzung existieren weitere Gremien innerhalb der DGSv. Neben dem Verbandsforum, zeitlich befristeten Fach- und Projektgruppen sind insbesondere Netzwerke wichtig für die Zusammenarbeit innerhalb des Verbandes.

### Geschäftsstelle
Seit 1994 verfügt der Verband über eine eigene Geschäftsstelle. Mit insgesamt zurzeit zehn hauptamtlichen Mitarbeiterinnen und Mitarbeitern werden dort alle verbandlichen Geschäfte abgewickelt sowie die Beschlüsse der Organe entsprechend umgesetzt. Zudem treten dort regelmäßig die Organe und Gremien der DGSv zusammen.

## Aufgaben und Ziele
Seine Aufgaben versteht der Verband darin die Konzeptentwicklung von Supervision, Coaching und Beratung zu fördern, Qualität in Weiterbildung und Praxis sicherzustellen, die Position von Supervision und Coaching auf dem Beratungsmarkt zu stärken und die Interessen von Supervisorinnen, Supervisoren und Coaches zu vertreten. Grundlage dafür sind folgende Definitionen von Supervision, Coaching und Organisationsberatung:
- Supervision ist Beratung für Personen und Organisationen, deren eigene primäre Aufgabe die Arbeit mit und am Menschen ist und die deshalb immer wieder ihre professionelle Position in der Spannung zwischen Nähe und Distanz zu ihren Klienten neu finden müssen. Dies ist eine höchst anspruchsvolle Beziehungsarbeit, für die Supervision unerlässlich ist. Supervision ermöglicht eine kontinuierliche Berufsrollenreflexion. Supervision richtet sich an Einzelpersonen, Gruppen oder Teams. Sie ist eingebunden in das Organisationsgefüge und leistet einen Beitrag zur Organisationsentwicklung.
- Coaching richtet sich an Personen, oft Führungskräfte, in Organisationen, deren Ziel es ist, ihr Handlungsrepertoire zu erweitern. Es ist meist anlassbezogen, lösungsorientiert und zeitlich begrenzt. Und zwar mit Blick auf eine ganz bestimmte professionelle Fragestellung oder Herausforderung. Coaching unterstützt bei der Selbstreflexion und bei der Erprobung neuer Verhaltensweisen. Es richtet sich an Einzelpersonen oder Teams.
- Organisationsberatung nimmt die Organisation oder Organisationseinheiten als Ganzes in den Blick. Vorrangiges Ziel ist, die Funktions- und Leistungsfähigkeit einer Organisation bzw. Organisationseinheit zu erhalten oder zu steigern. Organisationsberatung ist die professionelle Beratung und Begleitung von Veränderungsprozessen. Organisationsberatung bedient sich verschiedenster Formate, mit denen in die Organisation hinein Wirkung entfaltet wird. Auch Supervision und Coaching können in Organisationsberatungs-Prozesse integriert werden.